# Henry Panckoucke
Henry Philippe Joseph Panckoucke, né à Lille en 1780 et mort à Naples en 1812, est directeur des Domaines à Rome sous l'Empire.

## Biographie
Il est le fils de Placide-Joseph Panckoucke, éditeur-libraire, de la célèbre famille des éditeurs de L'Encyclopédie, et de Charlotte Petit, et sa sœur Pauline est l'épouse de Dominique-Vincent Ramel de Nogaret dit Dominique-Vincent Ramel-Nogaret , ministre des Finances de la Convention, tous deux portraiturés en 1820 par Jacques-Louis David. 
Son cousin, Charles-Louis-Fleury Panckoucke dirige Le Moniteur universel, La Gazette de France et Le Mercure de France. Il créa ainsi le premier groupe de presse en France.

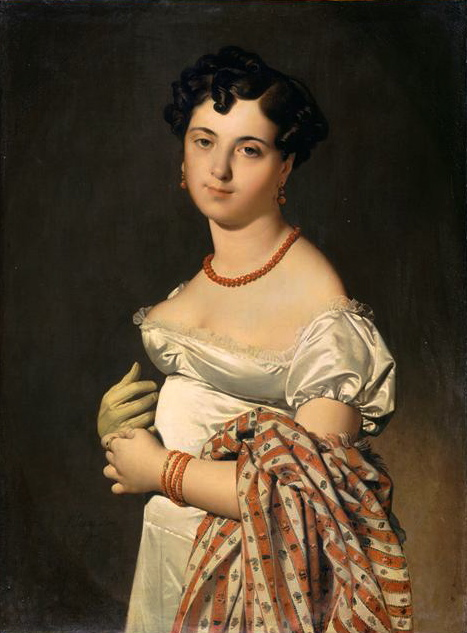
Portrait de Madame Panckoucke.

Il rencontre Jean-Auguste-Dominique Ingres à Rome et lui commande en 1811 le portrait de son épouse, Cécile Bochet, sœur d'Edme Bochet et de Nathalie Bochet, épouse de Philippe Marcotte de Quivières. Ce portrait est aujourd'hui au Musée du Louvre ainsi que celui du frère Bochet. Celui de madame Panckoucke fut acheté par Carlos de Beistegui en 1920 qui le légua ensuite au Louvre, comme une partie de sa collection, alors que le portrait d'Edmé Bochet fut acheté par le Louvre en 1878.
Devenue veuve en 1812, Cécile Bochet épousa en secondes noces en 1816 le baron Philippe Morande-Forgeot et finit sa vie à Bordeaux dans l'hôtel familial rue Saint-Fort situé sur la paroisse de la Basilique Saint-Seurin de Bordeaux. Son fils Henry, Trésorier Payeur général, épousa sa cousine germaine, Joséphine Marcotte de Quivières, fille du collectionneur Philippe Marcotte de Quivières, d'où Georges Panckoucke, membre de la Société française de photographie, André Panckoucke, graveur et dessinateur parti au Japon, madame Jacques-Raoul Tournouër, André Tournouër, anthropologue et géologue de renom, Georges Tournouër, peintre et dessinateur.

## Armoiries
« D'argent, à trois chevrons de gueules, accessoirisé de trois merlettes de sable, 2 en chef et 1 en pointe »

## Sources
- L'argent et les lettres - Histoire du capitalisme d'édition 1880- 1920 par Jean-Yves Mollier, 1988.
- Charles-Joseph Panckoucke et la Librairie française de 1736 à 1798 par Suzanne Tucoo-Chala, 1977.
- Société de l'Histoire de l'Art Français : "Lettres d'Ingres à Marcotte d'Argenteuil" par Daniel Ternois, 2001
- Archives Familles Panckoucke et Marcotte de Quivières
- Metropolitan Museum of New-York : "Portraits by Ingres - Image of an epoch"
- Die Bildniszeichnugnen von J.-A.-D. Ingres, par Hans Naef
- Mémorial de famille, par Etienne Moreau-Nélaton, 1918
- RMN : "Chassériau, un autre romantisme", 2002